# Madigan-Nunatak
Der Madigan-Nunatak ist ein isolierter, 732 m hoher Nunatak im ostantarktischen Georg-V.-Land. Er ragt 29 km südlich des Kap Gray aus dem Antarktischen Eisschild auf.
Teilnehmer der Australasiatischen Antarktisexpedition (1911–1914) unter der Leitung des australischen Polarforschers Douglas Mawson entdeckten ihn. Mawson benannte ihn nach Cecil Thomas Madigan (1889–1947), Meteorologe bei dieser Forschungsreise.